# Morgan County (Kentucky)
Morgan County is een county in de Amerikaanse staat Kentucky.
De county heeft een landoppervlakte van 987 km² en telt 13.948 inwoners (volkstelling 2000). De hoofdplaats is West Liberty.

## Bevolkingsontwikkeling

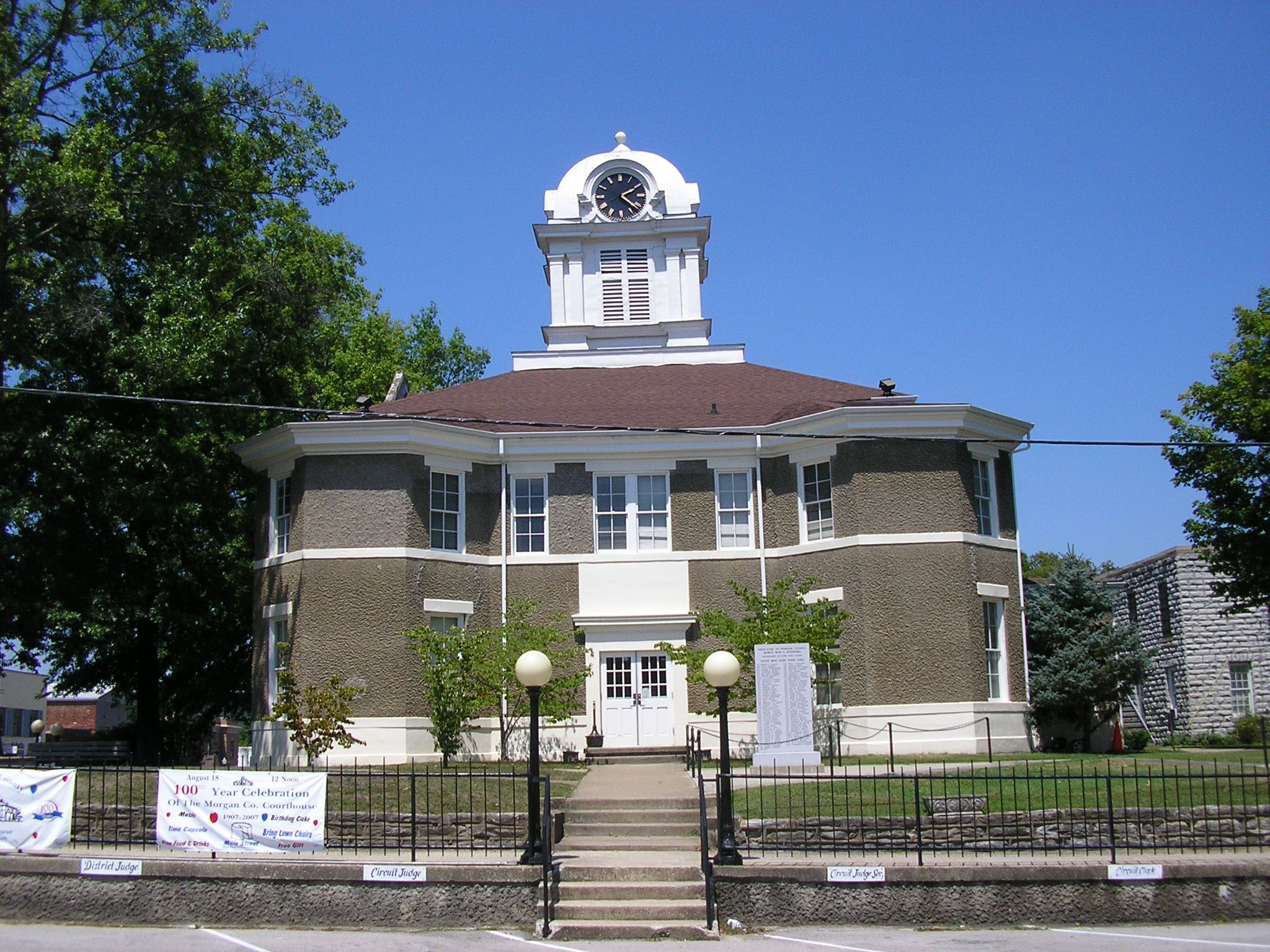
Morgan County Courthouse